# Merulina scheeri
Merulina scheeri är en korallart som beskrevs av Head 1983. Merulina scheeri ingår i släktet Merulina och familjen Merulinidae. IUCN kategoriserar arten globalt som livskraftig. Inga underarter finns listade i Catalogue of Life.